# Jonathan Tremblay (homme politique)
Jonathan Tremblay, né le 15 novembre 1984 à Beaupré, est un homme politique canadien. Il est député de la circonscription de Montmorency—Charlevoix—Haute-Côte-Nord à la Chambre des communes du Canada entre 2011 et 2015, sous la bannière du Nouveau Parti démocratique.

## Biographie
Né sur la Côte de Beaupré et originaire de Charlevoix, Jonathan Tremblay travaillait comme briqueteur et maçon avant son élection. Père de trois enfants, il a été impliqué dans les organismes communautaires de sa région depuis son adolescence. Le patrimoine culturel de la région est primordial pour lui.
Lors de l'élection générale fédérale du 14 octobre 2008, il est candidat du Nouveau Parti démocratique dans la circonscription de Montmorency—Charlevoix—Haute-Côte-Nord et récolte 3 332 votes pour terminer en quatrième place.
À sa deuxième tentative, lors de l'élection générale fédérale du 2 mai 2011, il est élu député néo-démocrate de Montmorency—Charlevoix—Haute-Côte-Nord, défaisant le député sortant Michel Guimond du Bloc québécois avec une écart de 1 176 votes. Même s'il avait des moyens financiers limités, Jonathan Tremblay a fait campagne à temps plein dans sa circonscription.
Il a été défait dans la nouvelle circonscription de Beauport—Côte-de-Beaupré—Île d'Orléans—Charlevoix à l'occasion des élections fédérales du 19 octobre 2015, se retrouvant en quatrième position avec 18 % des voix.
Tentant un saut en politique municipale, il est à nouveau défait lors des élections partielles de la ville de Beaupré de juin 2016.

## Résultats électoraux
|       | Candidat             | Parti          | # de voix | % des voix |
|       | Guy-Léonard Tremblay | Conservateur   | +11 789,  | 27,35 %    |
|       | (x) Michel Guimond   | Bloc québécois | +21 068,  | 48,88 %    |
|       | Robert Gauthier      | Libéral        | +05 769,  | 13,38 %    |
|       | Jonathan Tremblay    | NPD            | +03 332,  | 7,73 %     |
|       | Jacques Legros       | Vert           | +01 147,  | 2,66 %     |
| Total | Total                | Total          | 43 105    | 100 %      |

|       | Candidat               | Parti          | # de voix | % des voix |
|       | Michel-Éric Castonguay | Conservateur   | +09 660,  | 20,5 %     |
|       | (x) Michel Guimond     | Bloc québécois | +16 425,  | 34,85 %    |
|       | Robert Gauthier        | Libéral        | +02 628,  | 5,58 %     |
|       | Jonathan Tremblay      | NPD            | +17 601,  | 37,35 %    |
|       | François Bédard        | Vert           | +00814,   | 1,73 %     |
| Total | Total                  | Total          | 47 128    | 100 %      |

|       | Candidat                    | Parti                | # de voix | % des voix |
|       | Sylvie Boucher              | Conservateur         | +16 903,  | 33,5 %     |
|       | Sébastien Dufour            | Bloc québécois       | +09 650,  | 19,13 %    |
|       | Jean-Roger Vigneau          | Libéral              | +13 556,  | 26,87 %    |
|       | (sortant) Jonathan Tremblay | NPD                  | +09 306,  | 18,44 %    |
|       | Patrick Kerr                | Vert                 | +00859,   | 1,7 %      |
|       | Mario Desjardins Pelchat    | Forces et Démocratie | +00182,   | 0,36 %     |
| Total | Total                       | Total                | 50 456    | 100 %      |